# Phelsuma pronki
Phelsuma pronki is een hagedis die behoort tot de gekko's. Het is een van de soorten madagaskardaggekko's uit het geslacht Phelsuma.

## Naam en indeling
De wetenschappelijke naam van de soort werd voor het eerst voorgesteld door Robert Seipp in 1994. De soortaanduiding pronki is een eerbetoon aan de Nederlandse fotograaf en natuuronderzoeker Olaf Pronk.

## Uiterlijke kenmerken
Phelsuma pronki bereikt een kopromplengte tot 5 centimeter en een totale lichaamslengte inclusief staart tot 11,2 cm. De hagedis heeft een grijze kleur en een duidelijke tekening met opvallende strepen. Het aantal schubbenrijen op het midden van het lichaam bedraagt 82 tot 93.

## Verspreiding en habitat
De soort komt voor in delen van Afrika en leeft endemisch in centraal Madagaskar. De habitat bestaat uit vochtige tropische en subtropische laaglandbossen.

## Beschermingsstatus
Door de internationale natuurbeschermingsorganisatie IUCN is de beschermingsstatus 'ernstig bedreigd' toegewezen (Critically Endangered of CR).